# Vasif Adiguezalov
Pour les articles homonymes, voir Adiguezalov.
Vasif Adiguezalov (en azéri : Vasif Zülfüqar oğlu Adıgözəlov), né le 28 juillet 1935 à Bakou et mort le 15 septembre 2006 à Bakou, est un compositeur azéri. Il a reçu le titre d'Artiste du Peuple de l’Azerbaïdjan.

## Biographie
Vasif Adiguezalov nait le 28 juillet 1935 dans la ville de Bakou. Il est le fils de Zulfugar Adiguezalov, un chanteur de mugham.
Après avoir reçu sa première formation musicale dans une école de musique spécialisée dans la classe de piano, Vasif Adiguezalov entre au Conservatoire d'État Uzeyir Hadjibeyov en 1953. En 1958, il obtient le diplôme en composition et l'année suivante le diplôme en piano.

## Carrière musicale
Il commence son activité créatrice pendant ses années d'étudiant. Les premières œuvres de Vasif Adiguezalov ont été présentées lors du premier congrès des compositeurs azerbaïdjanais en 1956. En 1957-1959, il travaille comme rédacteur en chef du Comité d'État de la télévision et de la radio de l'Azerbaïdjan. En 1959-1960, il est professeur au Collège de musique de Bakou d'Asaf Zeynalli et l'année suivante, il devient rédacteur en chef de la musique à la Société philharmonique d'État d'Azerbaïdjan Muslim Magomayev. En 1972-1983, il est le directeur du Collège de Musique de Bakou d'Asaf Zeynalli. Depuis 1972, Vasif Adiguezalov lie son destin à l'Académie de Musique de Bakou. En tant que professeur agrégé et chef du département de direction chorale, il contribue de manière significative à la formation des jeunes musiciens. Depuis 1990, il est premier secrétaire de l'Union des compositeurs d'Azerbaïdjan. Un bas-relief a été installé devant son domicile en février 2020.
Il est le père du chef d'orchestre Yaltchin Adiguezalov.

## Œuvre
Vasif Adygozalov est l'auteur de
- l’opéra Les Morts,
- 3 symphonies,
- 4 poèmes symphoniques,
- 5 comédies musicales,
- 2 oratorios,
- 24 préludes pour piano,
- variations,
- plus de 100 chansons,
- romances[3].

## Titres et décorations
- Titre honorifique Artiste honoré de la RSS d'Azerbaïdjan - 23 novembre 1973
- Titre honorifique Artiste du peuple de la RSS d'Azerbaïdjan - 21 mars 1989
- Prix d'État de la RSS d'Azerbaïdjan pour 1990-1991
- Ordre de Chohrat (gloire) - 3 novembre 1995
- Ordre Istiglal (indépendance) - 27 juillet 2005